# 6434 Jewitt
6434 Jewitt este o planetă minoră (asteroid), cu un diametru de 4,572 km, din centura de asteroizi. A fost descoperită pe 26 iulie 1981 la Stația Anderson Mesa de Edward L. G. Bowell și a fost numită după David Clifford Jewitt⁠(d). 
Obiectul prezintă o orbită caracterizată de o semiaxă mare de 2,3256778 UAi, o excentricitate de 0,23, o înclinație de 14,87417 ° în raport cu ecliptica.